# Premio Nacional de Investigación Ramón Menéndez Pidal
El Premio Nacional de Investigación Ramón Menéndez Pidal es un premio de Humanidades convocado por el Ministerio de Educación y Ciencia de España.
El premio se instauró en 2001 y pertenece junto con otros nueve premios a los Premios Nacionales de Investigación.
El objetivo de todos estos premios es el reconocimiento de los méritos de las científicos o investigadores españoles que realizan «una gran labor destacada en campos científicos de relevancia internacional, y que contribuyan al avance de la ciencia, al mejor conocimiento del hombre y su convivencia, a la transferencia de tecnología y al progreso de la Humanidad».

## Premiados
| Año  | Investigador                   | Trabajo |
| ---- | ------------------------------ | --- |
| 2002 | Álvaro Galmés de Fuentes       | filología hispánica |
| 2004 | Francisco Rico Manrique        | contribución a los estudios filológicos e históricos. |
| 2006 | José Antonio Pascual Rodríguez | filología hispánica |
| 2008 | Aurora Egido Martínez          | filología hispánica |
| 2010 | Ignacio Bosque                 | filología hispánica |
| 2014 | Violeta Demonte                | lingüística generativa |
| 2019 | Mercedes García-Arenal         | Por sus estudios sobre minorías religiosas en la Edad Moderna de la península ibérica y el Mediterráneo |
| 2020 | Susana E. Narotzky Molleda     | Por el carácter innovador de su actividad investigadora que, desde una perspectiva pluridisciplinar que integra de manera novedosa variables históricas, antropológicas y económicas, ha contribuido a la comprensión de fenómenos actuales de gran envergadura.                               |
| 2021 | Margarita Díaz-Andreu          | Por su trayectoria investigadora en el ámbito de la arqueología, destacando sus aportaciones a los estudios de género y trabajos pioneros en el área de arqueoacústica. |
| 2022 | Daniel Innerarity              | "Por su contribución a la adaptación de los principios normativos de la democracia a las sociedades actuales, lo que supone un mejor conocimiento acerca de la política y una aportación especialmente relevante para la convivencia humana, a través de su teoría de la democracia compleja". |
| 2023 | Felipe Criado Boado            | "Por sus contribuciones pioneras e innovadoras a la arqueología que han contribuido a nuestra comprensión de cómo las sociedades humanas han interactuado y modificado el paisaje en el transcurso de la historia".                                                                            |